# 유승단
유승단(兪升旦, 1168년 ~ 1232년 9월 14일(음력 8월 28일))은 고려 후기의 문인이자 관료다. 본관은 인동, 시호는 문안(文安)이다. 아우로는 유승열(兪升烈)이 있다. 유승단 본인은 아들이 없다고 《고려사》에 적혀 있는데, 《대동운부군옥》에 따르면 인동 유씨 집안은 그의 아우인 유승열의 자손들이 이어갔다고 한다.
조선 시대의 저술인 《대동운부군옥》, 《여사제강》, 《성호사설》, 《해동역사》 등에는 유승조(兪升朝)라는 이름으로도 표기되어 있는데, 조선 태조(초명은 이성계였으나 즉위 후에 단으로 바꾸었다)의 휘를 피한 것이다.

## 개요
무신정변으로 의종(毅宗)이 폐위되고 익양후 호가 명종(明宗)으로 즉위, 명종 3년(1173년) 4월 원자 숙이 태자가 되었을 때 태자의 요속(僚屬)으로 선발되었고, 명종 20년(1190년) 5월 이지명, 임유(任濡)가 주관한 과거에서 조충 · 이규보(李奎報) · 유충기(劉沖基) · 김창 등과 함께 급제하여 시학(侍學)이 되었다. 명종이 재위 27년(1197년) 최충헌(崔忠獻)에 의해 폐위되고 태자 또한 강화(江華)로 쫓겨나면서 유승단도 출척되었다. 희종(熙宗) 때에 잠시 남경사록참군(南京司錄參軍)에 제수되었으나 남경유수(南京留守) 최정화(崔正華)와 사이가 벌어져서 심악감무(深岳監務)로 강등제수되었고, 부임하지 않았다.
희종이 재위 7년(1211년)에 최충헌에게 폐위되어 강화도로 옮겨진 뒤에 예전 강화도로 유배되었던 명종의 태자 한남공 정이 강종으로 옹립되고 1년 8개월만에 붕어하자 강종의 태자 철이 그 뒤를 이어 고종으로 즉위하였다. 유승단은 고종이 어렸을 때 학문을 가르쳤던 연고로 고종이 즉위하자 수궁서승에 제수되었고, 고종의 사부로 모셔졌다. 고종 10년(1223년) 예부시랑 · 우간의대부를 역임하고 참지정사(參知政事)로 승진하였다.
유승단은 고종 11년(1224년)과 13년(1226년), 17년(1230년) 세 차례에 걸쳐 과거를 주관하였으며, 14년(1227년)에는 평장사 최보순(崔甫淳)의 감수 아래 김양경(金良鏡), 임경숙(任景肅)과 함께 수찬관이 되어 《명종실록》(明宗實錄)의 편찬을 맡았다. 《고려사절요》권제11 의종장효대왕 24년 경인(1170년) 8월조에는 무신정변에 대한 기록 다음에 사신(史臣)으로써 유승단의 사평(史評)이 수록되어 있는데, 그는 의종의 재능이 뛰어나 명군으로써의 자질이 충분했으며 실제로 즉위 초에 그러한 자질을 보여주었으나 옆에 의종을 보좌할 충정한 신료가 없이 간신들만 가득했고, 무신들의 불만도 왕이 미리 감지하고 있었기에 보현원 행차에서 무신들에게 오병수박희를 시켜서 그들을 후하게 포상해 원망을 달래려 했던 것인데 이를 한뢰 등의 문신들이 무신들에게 총애를 빼앗길까봐 시기하는 마음을 낸 결과 무신들의 분노가 폭발해 무신정변에 이르렀다고 평가하고 있다.
고종 19년(1232년) 앞서 제1차 몽골 침공 당시 귀주성(龜州城)의 박서(朴犀) · 김경손(金慶孫)과 함께 자주성(慈州城)에서 몽골군을 상대로 승리를 거둔 부사(副使) 최춘명(崔春明)이 고려 조정의 몽골과의 화의 결정을 따르지 않고 몽골군을 상대로 여전히 항전 태세를 굽히지 않아, 몽골군 원수 살리타이의 항의를 받자, 고종은 재추들을 대관전에 모아 회의를 열었으나 결론이 나지 않았고, 당시 무신집권자 최우가 대집성(大集成)의 요청대로 최춘명을 죽여야 한다고 나섰을 때 다른 신료들이 최우의 위세를 두려워해서 한마디도 하지 못하고 있을 때 유승단 한 사람만이 일관되게 최춘명의 구명을 주장하였다.
몽골군이 퇴각한 뒤 최우를 중심으로 강화도로 도읍을 옮겨야 한다는 주장이 일었는데, 3백여 년 동안 고려 왕조의 도읍지이자 고려 국가의 중심지였던 개경을 떠나는 것에 대해 문무 관료들의 반발도 만만치 않았다. 이때 유승단은 "작은 나라가 큰 나라를 섬김이 이치에 맞으며, 예로써 섬기고 믿음으로 시키면 저들이 무슨 명분으로 우리를 괴롭힐 것인가? 성곽을 버리고 종묘사직을 돌보지 않고 섬으로 달아나 구차하게 세월만 보내면서 변방의 장정들이 칼날에 다 죽고 노약자들은 끌려가 종이나 포로가 되게 하는 것은 국가를 위한 장구한 계책이 될 수 없다"며 강화 천도를 반대하였으나 최우는 듣지 않고 강화 천도를 강행하였다. 이로써 42년에 걸친 몽골과의 전쟁이 시작되었다.
고려 조정이 강화로 천도하고 얼마 되지 않아 8월 28일에 유승단은 사망하였다. 향년 65세. 슬하에 자식은 없었다.

## 인물
《고려사》 열전에는 유승단에 대해 "침착하며 과묵하고 겸손했고 견식이 넓고 기억력이 뛰어났다. 특히 고문에 뛰어나서 세칭 원순문(元淳文)이라 하였다. 경사의 깊은 뜻을 묻는 자가 있으면 명쾌하게 풀이해서 의심이 없게 했고, 불경에까지 두루 통달하였다"고 평하고 있다. 최자의 《보한집》(補閑集)에서는 "문안공(유승단)은 글과 행동으로 인륜의 귀감이 되었으며, 일찍이 벗들에게 '내가 죽을 때까지 행하고자 하는 바는 오직 '속이지 않는다[不欺]' 두 글자 뿐이다"라고 말하였다고 한다.

## 일화
일찍이 상서 박인석(朴仁碩)의 집 앞을 지나다 박인석의 눈에 띄었는데 박인석이 그를 예우하였고, 사람들이 그 이유를 묻자 박인석은 "이 사람(유승단)은 밤을 밝히는 신령한 구슬 같은 사람이라 구하려고 해도 얻을 수가 없는데, 이렇게 스스로 나한테 왔지 않은가?"라고 대답했다고 한다.

## 문학
《보한집》에는 "문안공 유승단은 말이고 뜻이 순박하여 고사를 인용하는 것이 정밀하고 간결하다"고 평하고 있다. 또한 《보한집》에서는 그의 동년인 이규보와 직강 윤우일과 함께 당시 최우의 명으로 열린 보제사, 광명사, 서보통사 세 절의 선회(선종 법회)에 대한 방문을 짓게 하였을 때 유승단은 광명사 방문을 맡아 지었고, 당시 사람들은 유승단이 지은 것을 두고 이규보의 것보다 못하다고 평가하였으나, 이규보는 오히려 유승단의 글을 가는 곳마다 보이며 "나는 그에게 미치지 못한다"고 칭찬하였다는 일화를 전하고 있다. 《고려사》 열전에는 당시 유승단의 글을 원순문(元淳文)이라고 칭하였는데, 현재 남아 있는 경기체가의 하나인 《한림별곡》(翰林別曲)에도 ‘元淳文원슌문 仁老詩인노시 公老四六공노사륙/李正言니졍언 陳翰林딘한림 雙韻走筆솽운주필/沖基對策튱긔대책 光鈞經義광균경의 良鏡詩賦량경시부/위 試場ㅅ 景 긔 엇더 니잇고’라고 하여 원순문 즉 유승단의 이름을 맨 첫머리에 언급하고 있다.
이규보의 문집인 《동국이상국집》(東國李相國集)에는 이규보가 유승단에게 보낸 작품으로 시작(詩作) 5수와 수간(편지) 한 통이 실려 있으며, 고려 최해(崔瀣)의 《동인지문사륙》 및 조선 초 서거정(徐居正)의 《동문선》(東文選)에 오언율시 4수와 칠언율시 3수 외에도 왕명으로 쓴 불윤비답교서 2작, 외교문서로써 고종 8년(1221년) 8월 몽골 황태제(皇太弟) 테무게 옷치긴의 사신 자격으로 고려에 온 도호여(掉胡與)와 10월에 고려로 온 계도불합(溪都不合, 희속불화喜速不花) 등의 사신을 맞아 동하국(東夏國)에 보내는 편지 김극기의 문집인 《김거사집》에 쓴 서문, 흥국사(興國寺)에서 금경(金經, 금광명경)을 설경한 것에 대한 소문이 실려 있다. 오언율시 4수 가운데 ‘유성 공관에서 벽상의 시에 차운하여’, ‘보령현에서 자며’ 2수는 《보한집》권중에서 그가 중원도안렴사로 나갔을 때 지은 시라고 소개되어 있으나, 정확히 언제인지는 알 수 없다.

## 유승단이 등장한 작품
- 《무신》(MBC, 2012년, 배우:박종관)